# 先進党
先進党（せんしんとう、Advanced Party）はかつて存在した日本の政治団体。「ITで”みらい"を創り出す。」を党是とする、日本で唯一のIT政策に特化した政治団体であった。
日本の政党で初めてGitHubに政策を公開するなどの積極的な活動を行っていた。
なお、韓国の先進統一党及びNHKから国民を守る党とは無関係である。

## 概要
2019年9月に第4次安倍内閣が誕生した際にIT担当大臣として竹本直一が任命された。
彼は日本の印章制度・文化を守る議員連盟（はんこ議連）に所属しており、会見にて「ベクトルが反対方向では」と記者から質問された。竹本氏は「印鑑とデジタル社会を対立するものととらえるのではない。工夫はいろいろできる」と反論IT担当大臣という役職にもかかわらず、印鑑とデジタルの共存を目指すと表明した。
これに対してTwitterなどで大変話題になり、反対する動きが強まった。そこでTwitterにて集まった有志によって印鑑から国民を守る党が結党され、印鑑からの脱却を唯一の公約として活動を開始した。
その後「あらゆる行政手続きのデジタル化による効率化」などを公約とした、先進党としての再結成へと舵を切った。
2020年6月3日、先進党は事実上崩壊し、解散に至った。

## 歴史
- 2019年9月16日 - 印鑑から国民を守る党の結党
- 2020年2月26日 - 先進党に改名
- 2020年6月 - 解散